# Пјане Кјенти (Мачерата)
Пјане Кјенти (итал. Piane Chienti) насеље је у Италији у округу Мачерата, региону Марке.
Према процени из 2011. у насељу је живело 61 становника. Насеље се налази на надморској висини од 45 м.